# Wilhelm Benedikt von Clausewitz

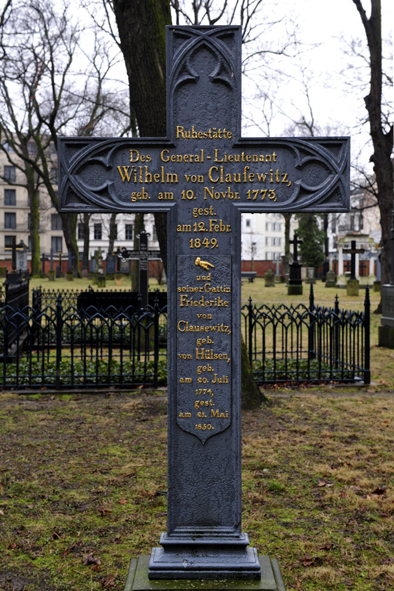
Grabstelle des Wilhelm von Clausewitz auf dem Alten Garnisonfriedhof in Berlin-Mitte

Wilhelm Benedikt Clauswitz, später Clausewitz, ab 1827 von Clausewitz (* 10. November 1773 in Burg (bei Magdeburg); † 12. Februar 1849 in Potsdam) war ein preußischer Generalleutnant. 

## Herkunft
Clausewitz wurde als Sohn des Steuereinnehmers Friedrich Gabriel Clausewitz geboren. Wahrscheinlich stammte die Familie Clausewitz aus einem oberschlesischen Adelsgeschlecht.
Sein Großvater war Benedikt Gottlieb Clausewitz, ein bürgerlicher Theologielehrer an der Universität Halle, und sein jüngerer Bruder der berühmte preußische General Carl von Clausewitz, sein Bruder Friedrich Volmar Karl Heinrich wurde Generalleutnant.

## Leben
Wilhelm Benedikt von Clausewitz begann seine militärische Laufbahn 1787 im 34. Infanterieregiment. 1792 zum Sekondeleutnant befördert nahm er an den Koalitionskriegen von 1793 bis 1815 teil. Zum Premierleutnant wurde er 1797 und zum Stabskapitän 1802 ernannt.
Clausewitz diente 1806 im 6. Westpreußischen Reservebataillon und nahm an den Feldzügen 1806–1807 teil. 1809 wurde er im Range eines Kapitäns (Hauptmann) zum Chef der Leibkompanie ernannt und übernahm die Aufsicht über die Bildungsanstalt der Portepee-Fähnriche und Junker. Er galt als guter Lehrer und Offizier von hoher Bildung, besaß großes militärisches Fachwissen.
1812 nahm Clausewitz auf französischer Seite im Kontingent der preußischen Truppen am Feldzug gegen Russland teil. Ein Jahr später erhielt er das Kommando über ein Reservebataillon, im Dezember 1813 wechselt er in den Generalstab. Während der Befreiungskriege wird er mit dem Eisernen Kreuz und dem Orden Pour le Mérite ausgezeichnet. Nach Beendigung des Krieges schied Clausewitz aus dem Generalstab aus und erhielt das Kommando über das 32. Infanterieregiment. 1817 überträgt man ihm die Leitung der Examinationskommission für die Portepee-Fähnriche in Münster. 1818 zum Oberst befördert kommandierte er ab 1822 die 13. Landwehrbrigade in Münster und ist für die Ausbildung von Landwehr-Offizieren zuständig.
1828 beförderte man Clausewitz zum Generalmajor, 1832 übernahm er die Leitung des Invalidenwesens im Kriegsministerium und blieb dort bis zu seiner Pensionierung im Jahr 1839. 

## Familie
Wilhelm Benedikt von Clausewitz war verheiratet mit Friederike von Clausewitz geb. von Hülsen (* 20. Juli 1774; † 23. Mai 1850). 
Seine letzten Lebensjahre verbrachte er in Potsdam, dort verstarb er am 12. Februar 1849. Begraben ist er auf dem Alten Garnisonfriedhof in Berlin-Mitte.

## Nachkommen
Mit seiner Frau hatte Clausewitz fünf Kinder:
- Wilhelm von Clausewitz (* 1801), preußischer Oberst
- August von Clausewitz (* 1803), preußischer Oberst
- Friedrich Wilhelm von Clausewitz (1809–1881), Polizeipräsident und Ehrenbürger in Danzig
- Georg Elfried Adolf von Clausewitz (1811–1888), preußischer Major; verheiratet mit Eugenie Gräfin von Dyhrn zu Schönau (geb. Brzezińska)
- Charlotte Auguste Friederike von Clausewitz (1814–1814)

## Auszeichnungen
- Orden Pour le Mérite
- Eisernes Kreuz